# Stora Teatern, Stockholm

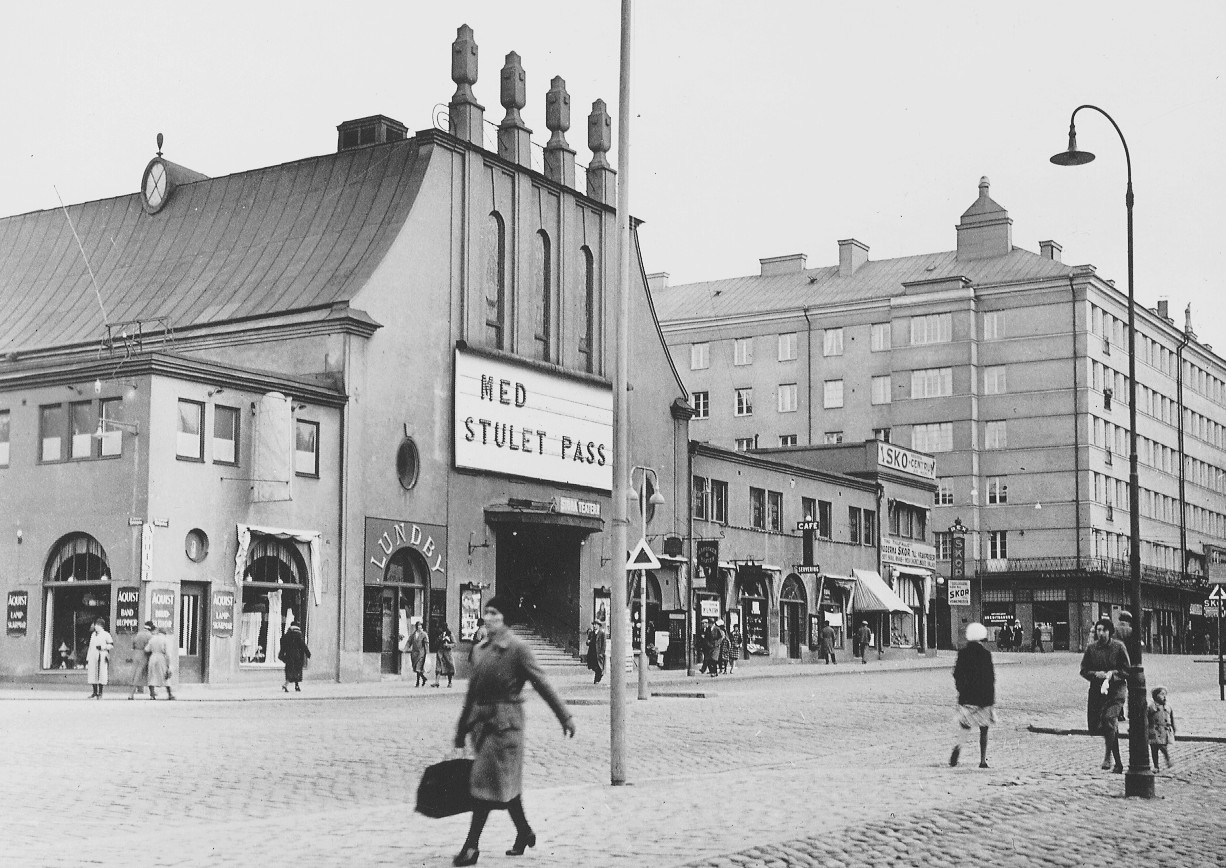
Stora Teatern, fasad mot Götgatan.

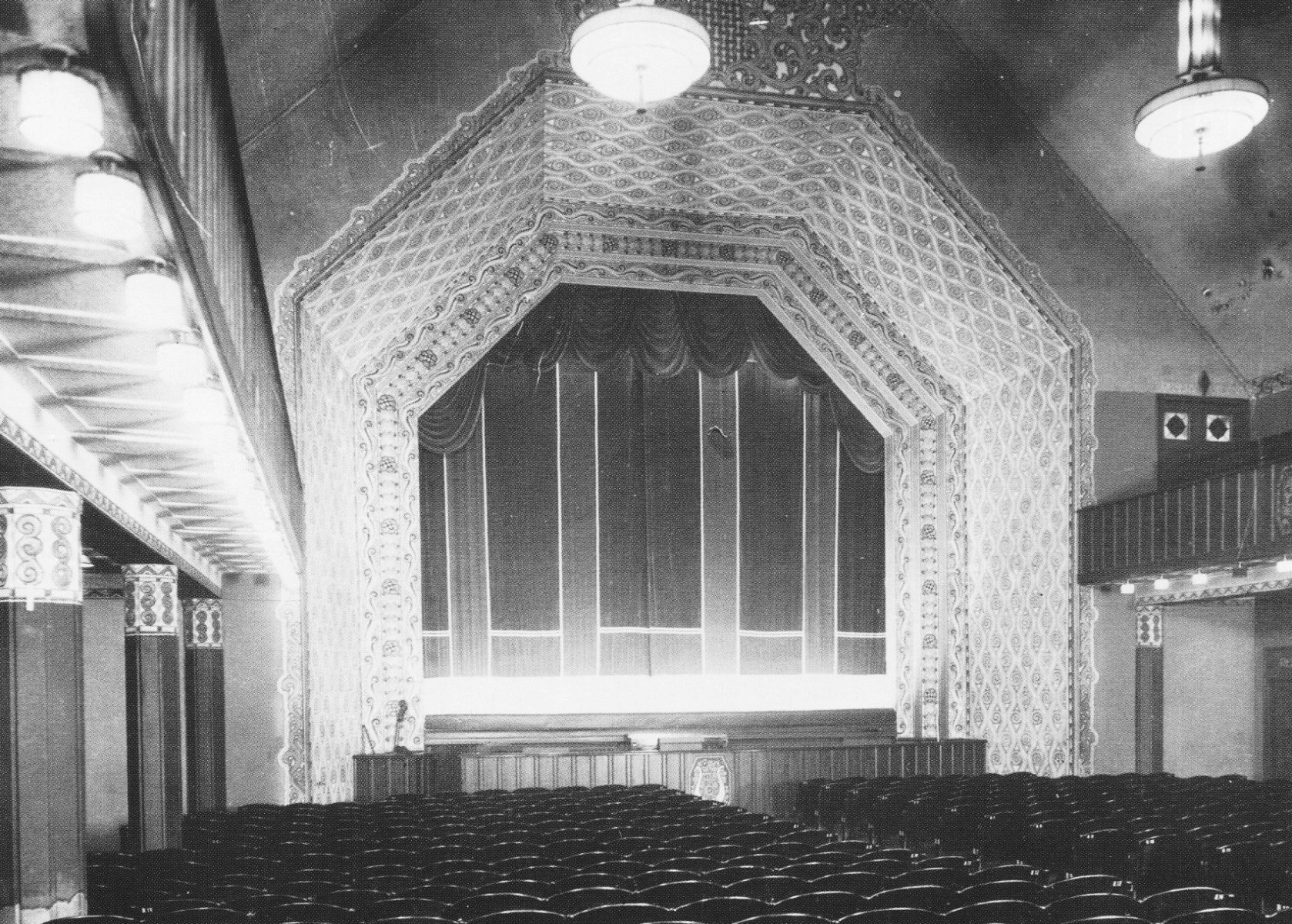
Stora Teaterns salong.

Stora Teatern var en biograf vid Götgatan 49 på Södermalm i Stockholm. Biografen öppnade 1916 och stängde 1931. Därefter revs byggnaden och på platsen uppfördes Hotell Malmen som stod färdigt 1951.

## Historik
Stora Teatern låg i en egen byggnad i kvarteret Gråberget i hörnet Götgatan / Tjärhovsgatan. Byggherre var byggmästaren och biografägaren John A. Bergendahl som anlitade arkitekt Knut Nordenskjöld och ingenjören Nils Cronholm att utforma byggnaden. Exteriören gestaltades av Nordenskjöld  i stram klassicism medan interiören gick i jugendstil med kulörerna blått och vitt. Långsidan sträckte sig längs med Tjärhovsgatan och gavelsidan mot Götgatan, där även entrén låg. Takkrönet mot Götgatan smyckades av fyra höga urnor.
Stora Teatern var på sin tid en av Stockholms största och elegantaste biografer. Salongen hade plats för 878 besökare uppdelade på parkett och flera läktare. Stora Teatern var en stumfilmsbiograf varför en tolvmannaorkester hade till uppgift att stå för de nödvändiga ljudeffekterna. Orkestern var placerad inom en barriär nedanför scenen och filmduken.
När Bergendahl avvecklade sin biografrörelse i februari 1929 övertogs Stora Teatern liksom hans andra biografer av Svensk Filmindustri (SF). Men tiden i SF:s regi blev kort och redan 1931 revs Stora Teatern för bygget av Katarinatunneln, den första lokalbanetunneln i Stockholm under Götgatan (idag Gröna linjen). På platsen uppfördes sedan Hotell Malmen som  stod färdigt 1951.